# Eneda Tarifa
Eneda Tarifa (ur. 30 marca 1982 w Tiranie) – albańska piosenkarka i prezenterka telewizyjna, reprezentantka Albanii podczas 61. Konkursu Piosenki Eurowizji w 2016 roku.

## Życiorys
Eneda urodziła się w Tiranie 30 marca 1982 roku. Karierę muzyczną rozpoczęła w 2003 roku od uczestnictwa w Festivali i Këngës 42, gdzie wykonała utwór „Qëndroj”, kwalifikując się do finału. W 2006 roku wzięła udział w Kënga Magjike i zajęła czwarte miejsce z utworem „Rreth zjarrit tënd”. Tarifa wystąpiła po raz kolejny na Festivali i Këngës 46 w 2007 roku, gdzie wykonała utwór „E para letër” zajmując dziesiąte miejsce. W 2010 roku wystąpiła w konkursie muzycznym Top Fest 2010. Wykonując utwór „Me veten” wywalczyła zwycięstwo. Po wygranej rozpoczęła pracę jako prezenterka w programie Portokalli na kanale Top Channel.
W 2015 roku ponownie uczestniczyła w Festivali i Këngës, które wygrała po wykonaniu utworu „Përrallë”. Dzięki wygranej festiwalu została ogłoszona reprezentantką Albanii w 61. Konkursie Piosenki Eurowizji. Na potrzeby konkursu powstała angielska wersja utworu – „Fairytale”. 12 maja 2016 roku piosenkarka zaprezentowała ją w drugim półfinale i zajęła w nim 16. miejsce, przez co nie awansowała do finału.

## Życie prywatne
W 2012 roku Eneda poślubiła muzyka Erjona Zaloshnja. W 2013 roku na świat przyszła córka pary o imieniu Aria.

## Dyskografia

### Single
- „Qëndroj” (2003)
- „Rreth zjarrit tënd” (2006)
- „E para letër” (2007)
- „Zëri im” (2008)
- „Me veten” (2010)
- „Përrallë” (2015)
- „Fairytale” (2016)